# Edificio Hills
L'Edificio Hills (in inglese: Hills Building) è un grattacielo di Syracuse nello stato di New York negli Stati Uniti.

## Storia
L'edificio venne eretto secondo il progetto dell'architetto Melvin L. King per venire ultimato nel 1928. Il primo proprietario dell'edificio fu Clarence A. Hills, il quale aveva fondato nel 1910 una delle maggiori società immobiliari di Syracuse.
Ha lo status di proprietà contributiva all'interno del distretto storico di Montgomery Street-Columbus Circle dall'inserimento di quest'ultimo nel registro nazionale dei luoghi storici nel 1980.

## Descrizione
L'edificio raggiunge un'altezza di 56,7 metri e si sviluppa su 12 piani. Questo ne fa il dodicesimo edificio più alto della città.
Presenta una struttura portante in acciaio e una facciata in pietra e mattoni. L'edificio si restringe mano a mano che sale in altezza così da garantire un'adequata illuminazione delle vie sottostanti, come richiesto dai codici urbanistici dell'epoca.
È caratterizzato da uno stile neogotico sottoposto a influenze dell'Art déco. Da un angolo del palazzo una singola gargolla si protende verso la vicina cattedrale di San Paolo. Una fascia di scudi con i segni dello zodiaco orna la facciata all'altezza del secondo piano.